# Festival Estadounidense de Cine Negro
El Festival Estadounidense de Cine Negro, conocido originalmente como Festival de Cine Negro de Acalpulco, es un festival de cine independiente que se centra principalmente en las obras cinematográficas creadas por cineastas afroamericanos. Su misión es reconocer los logros de los actores de cine de ascendencia africana y para honrar las películas que se destacan en su representación de la experiencia negra.
El festival se celebra anualmente en Miami Beach y presenta largometrajes, cortometrajes y documentales creados por escritores, directores, actores y actrices de raza negra. Personalidades como Spike Lee, Halle Berry, Queen Latifah y Samuel L. Jackson han sido galardonados en el evento.